# Reinhardtsdorf-Schöna
Reinhardtsdorf-Schöna – miejscowość i gmina w Niemczech, w kraju związkowym Saksonia, w okręgu administracyjnym Drezno, w powiecie Sächsische Schweiz-Osterzgebirge, wchodzi w skład wspólnoty administracyjnej Bad Schandau.